# GPT Group
GPT Group (früher: General Property Trust) ist ein australisches Immobilienunternehmen mit Sitz in Sydney, das ein diversifiziertes Portfolio australischer Einzelhandels-, Büro- und Logistikimmobilien besitzt und verwaltet. GPT gehört zu den größten börsennotierten Immobiliengruppen Australiens. 

## Geschichte
General Property Trust wurde im April 1971 als Real-Estate-Investment-Trust von der australischen Lendlease Group aufgelegt und von dieser verwaltet. Im Jahr 2005 wurde GPT aus der Gruppe herausgelöst und eigenständig. GPT verfügt aber weiterhin auch über einige Immobilien, die von Lendlease verwaltet werden und sich in deren Besitz befinden.
Im Februar 2021 unterzeichnete GPT ein 50:50-Joint-Venture im Wert von 800 Mio. USD mit einem auf Industrieimmobilien spezialisierten kanadischen Fondsmanager, der QuadReal Property Group.

## Geschäftsfelder
GPT konzentriert sich auf Besitz und Verwaltung australischer Immobilien und hält ein Portfolio mit einem Wert von mehr als 20 Mrd. $, das Einzelhandels-, Büro-, Logistik- und Gewerbeflächen umfasst. Dieser Schwerpunkt wird durch Fondsmanagement und selektive Entwicklung ergänzt.

### Immobilien
GPT besitzt und verwaltet Immobilien, darunter das Melbourne Central und das Highpoint Shopping Centre in Melbourne, den Australia Square, den 1 Farrer Place und das Citigroup Centre in Sydney sowie die One One One Eagle Street in Brisbane.
Die Segmente des Unternehmens umfassen Einzelhandel, Büro, Logistik und Fondsmanagement. 
Das Segment Retail besitzt, entwickelt und verwaltet regionale und subregionale Einkaufszentren sowie die Beteiligung von GPT am GPT Wholesale Shopping Center Fund. Das Office-Segment besitzt, entwickelt und verwaltet zentrale Büroimmobilien im Geschäftsviertel mit einigen zugehörigen Einzelhandelsflächen sowie die Beteiligung von GPT am GPT Wholesale Office Fund. Das Segment Logistik besitzt, entwickelt und verwaltet Logistik- und Gewerbeparkanlagen. Das Segment Funds Management verwaltet zwei australische Immobiliengroßhandelsfonds im Einzelhandels- und Bürobereich. 

### Fondsmanagement
GPT Wholesale Office Fund (GWOF)
Der Fonds wurde im Juli 2006 mit einem Portfolio von 2,2 Mrd. A$ an Büroimmobilien auf den wichtigsten Büromärkten Australiens aufgelegt. Seit seiner Auflegung ist GWOF schrittweise gewachsen und hat die Vielfalt und den Umfang des Fonds erhöht. Zum 31. Dezember 2018 war der Fonds an 17 Büroimmobilien mit einem Wert von 7,8 Mrd. A$ auf den australischen Büromärkten beteiligt.
GPT Wholesale Shopping Center Fund (GWSCF)
Der Fonds wurde im März 2007 mit einem Portfolio von 1,9 Mrd. A$ gegründet, das aus Beteiligungen an acht Einzelhandelsimmobilien in New South Wales und Victoria besteht. Zum 31. Dezember 2018 war der Fonds an 8 Einzelhandelsimmobilien mit einem Wert von 4,8 Mrd. A$ beteiligt.